# Panoramic View of Hell Gate
Panoramic View of Hell Gate je americký němý film z roku 1902. Režisérem je Harry Buckwalter (1867–1930). Film měl premiéru v listopadu 1902.

## Děj
Film zachycuje scenérii skalnaté krajiny se železniční tratí v pohoří Skalnatých hor, západně od města Leadville, na hranici okresů Lake a Pitkin.